# Kōbō Abe
Kōbō Abe (født 7. marts 1924, død 22. januar 1993) var en japansk forfatter dramatiker og filosof. Han anses for at være en af de mest betydningsfulde japanske forfattere i det 20. århundrede og blev kendt både i Japan og internationalt for sine unikke og eksistentielle værker.
Abe begyndte sin karriere som maler og scenograf, men fandt hurtigt sin passion for skrivning. Han debuterede som forfatter i 1947 med romanen Karmas forbrydelse og skrev sidenhen en række bemærkelsesværdige værker.
Hans litterære stil er præget af surrealistiske elementer, dystopiske universer og en dyb eksistentiel uro. Abe udforskede ofte temaer som fremmedgørelse, identitet og menneskets forhold til teknologi og samfundet. Hans værker skildrer ofte absurde og mareridtslignende situationer og udfordrer læserens opfattelse af virkeligheden.
Nogle af Abe's mest berømte værker inkluderer romanen Kvinden i klitterne, der blev udgivet i 1962. Denne roman, der blev oversat til flere sprog, fik stor international anerkendelse og blev senere filmatiseret af Hiroshi Teshigahara. Abe skrev også skuespil som "The Man Who Turned into a Stick" og "Friends", der ofte blev opført på teaterscener i Japan.
Abe modtog flere priser i løbet af sin karriere, herunder Tanizaki-prisen og Yomiuri-Litteraturprisen. Hans indflydelse på japansk litteratur og eksperimenterende skrivestil har fortsat at inspirere generationer af forfattere både i Japan og internationalt.
Kōbō Abe's originale og tankevækkende værker har sikret ham en plads som en af de mest indflydelsesrige og nyskabende forfattere i japansk litteraturhistorie.